# Kirchstetten (Herrschaft)
Die Herrschaft Kirchstetten war eine Grundherrschaft im Viertel unter dem Manhartsberg im Erzherzogtum Österreich unter der Enns, dem heutigen Niederösterreich.

## Ausdehnung
Die Herrschaft umfasste zuletzt die Ortsobrigkeit über Kirchstetten, Gutenbrunn und Wildendürnbach. Der Sitz der Verwaltung befand sich im Schloss Kirchstetten.

## Geschichte
Der letzte Inhaber der Familienfideikommissherrschaft war Gustav Ferdinand Daniel Ritter von Suttner (1826–1900), der auch im Viertel ober dem Manhartsberg begütert war und auf seinen Gütern zahlreiche landwirtschaftliche Innovationen einführte. Die Herrschaft wurde im Zuge der Reformen 1848/1849 aufgelöst.